# اختصاصي الحساسيات
اختصاصي الحساسيات أو اختصاصي الأرجيات (بالإنجليزية: Allergist)‏ هو طبيب مُختص في تشخيصِ وعلاج الحساسيات.